# Mycetomoellerius jamaicensis
Mycetomoellerius jamaicensis (лат.) — вид муравьёв трибы грибководов Attini (род Mycetomoellerius) из подсемейства мирмицины.
Эндемики Нового Света. Северная Америка (штат Флорида, США), Центральная Америка (Багамские острова, Республика Гаити, Доминиканская Республика, Куба, Пуэрто-Рико, Ямайка), Южная Америка (Бразилия).

## Описание
Мелкие муравьи коричневого цвета. Длина головы рабочих (HL) в пределах 1,2—1,35 мм (у маток — 1,25 мм), ширина головы рабочих (HW) — 1,35—1,45 мм (у маток — 1,6—1,7 мм). Проподеальные шипики заднегрудки варьируют по своей длине, заострённые, примерно такой же длины, что и расстояние между их основаниями. Клипеус с рядом длинных щетинок у переднего края, выступающих вперёд и нависающих над дорсальной поверхностью мандибул. Усики состоят из 11 члеников, без явной булавы. Тело покрыто многочисленными бугорками (каждый с волоском) и шипиками. Стебелёк между грудкой и брюшком состоит из двух члеников: петиолюса и постпетиолюса (последний чётко отделён от брюшка), куколки голые (без кокона). Живут в земляных гнёздах семьями из нескольких сотен рабочих муравьёв. Характерны своим тесным симбиозом с грибами, выращиваемыми в муравейниках.
В связи с продолжающейся урбанизацией прибрежных регионов Флориды может оказаться там на грани исчезновения и, возможно, первым видом муравьёв-грибководов из трибы Attini, нуждающимся в охране.
В 2019 году переведён из состава рода Trachymyrmex в род Mycetomoellerius.
- Вид сверху
- Голова рабочего
- Голова самца
- Крылатый самец